# Jan Hirt
Jan Hirt (* 21. Januar 1991 in Třebíč) ist ein tschechischer Straßenradrennfahrer.

## Sportliche Karriere
Im Elitebereich gewann er Etappen bei der Tour d’Azerbaïdjan 2013 und der Czech Cycling Tour 2014. Hirt wurde Gesamtdritter der Österreich-Rundfahrt 2015 und Sieger der Österreich-Rundfahrt 2016.

## Erfolge
2008
- eine Etappe Tour du Pays de Vaud

2009
- Tschechischer Juniorenstraßenradmeister
- Gesamtwertung und eine Etappe Grand Prix Général Patton

2013
- eine Etappe Tour d’Azerbaïdjan
- Mannschaftszeitfahren Czech Cycling Tour

2014
- eine Etappe Czech Cycling Tour

2016
- Gesamtwertung und eine Etappe Österreich-Rundfahrt

2022
- Gesamtwertung und eine Etappe Oman-Rundfahrt
- eine Etappe Giro d’Italia

## Grand-Tour-Platzierungen
| Grand Tour            | 2017 | 2018 | 2019 | 2020 | 2021 | 2022 | 2023 | 2024 | 2025 |
| --------------------- | ---- | ---- | ---- | ---- | ---- | ---- | ---- | ---- | ---- |
| Giro d’ItaliaGiro     | 12   | 46   | 27   | –    | 26   | 6    | DNF  | 8    | DNF  |
| Tour de FranceTour    | –    | –    | –    | 67   | –    | –    | –    | 67   | …    |
| Vuelta a EspañaVuelta | –    | 74   | –    | 56   | 28   | DNF  | 59   | –    | …    |

## Platzierungen in der Weltrangliste
| Jahr            | 2012 | 2013 | 2014 | 2015 |
| --------------- | ---- | ---- | ---- | ---- |
| UCI Europe Tour | 742  | 183  | 221  | 175  |